# Конституционный референдум в Руанде (2015)
Конституционный референдум в Руанде проходил 18 декабря 2015 года. Руандийцы, живущие за рубежом, голосовали 17 декабря. Поправки к Конституции позволяли президенту Полю Кагаме выдвигаться в третий раз на президентских выборах 2017 года. Кроме этого, президентский срок снижался с 7 до 5 лет, однако уменьшение президентского срока вступало в силу только к 2024 году. По официальным данным поправки были одобрены 98 % избирателей (при явке в 98 %).

## Контекст
Петиция изменить статью 101 Конституции, которая ограничивает количество президентских сроков, набрала 3,7 млн подписей, что соответствует около 60 % зарегистрированных избирателей. Конституционные поправки были одобрены Сенатом Руанды в ноябре 2015 года. Поправки позволяют Кагаме занимать президентский пост ещё два срока после 2024 года, то есть потенциально до 2034 года. Оппозиционная Демократическая зелёная партия Руанды пыталась заблокировать изменения, но суд отверг попытку. Европейский союз и США подвергли предложенные поправки критике, заявив, что те ослабляют демократические принципы. В ответ Кагаме раскритиковал эти страны за вмешательство во внутренние дела Руанды.

## Результаты
| Выбор                                         | Голоса    | %    |
| --------------------------------------------- | --------- | ---- |
| За                                            | 6 157 922 | 98,3 |
| Против                                        | 105 260   | 1,7  |
| Недействительных/пустых бюллетеней            | 22 171    | -    |
| Всего                                         | 6 285 353 | 100  |
| Зарегистрированных избирателей/Явка           | 6 392 867 | 98,3 |
| Источник: Национальная избирательная комиссия |           |      |